# Matt McCoy (Schauspieler)
Matt McCoy (* 20. Mai 1958 in Austin, Texas) ist ein US-amerikanischer Schauspieler.

## Leben
Der breiten Öffentlichkeit ist McCoy vor allem als Gastdarsteller in zahlreichen Fernsehfilmen und Fernsehserien bekannt, wie beispielsweise Raumschiff Enterprise: Das nächste Jahrhundert, Die Nanny oder CSI: NY. Seine Karriere begann er in den frühen 1980er Jahren mit unterschiedlichen Fernsehauftritten.
Der Sprung auf die Kinoleinwand gelang McCoy erstmals Ende der 1980er-Jahre mit Übernahme der Rolle des Nick Lassard, mit der er die Nachfolge von Steve Guttenberg in der Police-Academy-Filmreihe antrat.

## Filmografie (Auswahl)
- 1984: Love Boat (Fernsehserie, Folge 8x14)
- 1985: American Eiskrem (Fraternity Vacation)
- 1988: Mord ist ihr Hobby (Murder, She Wrote, Fernsehserie, Folge 4x15)
- 1988: Police Academy 5 – Auftrag Miami Beach (Police Academy 5: Assignment: Miami Beach)
- 1989: Deep Star Six
- 1989: Raumschiff Enterprise: Das nächste Jahrhundert (Star Trek – The Next Generation, Fernsehserie, Folge 3x08)
- 1989: Golden Girls (The Golden Girls, Fernsehserie, Folge 5x12)
- 1989: Police Academy 6 – Widerstand zwecklos (Police Academy 6: City Under Siege)
- 1990: Katastrophenflug 243 (Miracle Landing)
- 1991: Hallo Schwester! (Nurses, Fernsehserie, Folgen 1x01, 1x06)
- 1992: Die Hand an der Wiege (The Hand That Rocks the Cradle)
- 1993: L.A. Law – Staranwälte, Tricks, Prozesse (L.A. Law, Fernsehserie, Folge 8x08)
- 1993: White Wolves – Verloren in der Wildnis (White Wolves – A Cry in the Wild II)
- 1994: Die Nanny (The Nanny, Fernsehserie, Folge 1x10)
- 1994: Melrose Place (Fernsehserie, Folge 2x22)
- 1995: Revolver Girls (Hard Bounty)
- 1995: Im Sog des Bösen (Desperate Measures)
- 1995–1997: Seinfeld (Fernsehserie, Folgen 7x10, 9x03)
- 1995: Rent-a-Kid
- 1995: Memory Run
- 1997: Codename Apocalypse (The Apocalypse)
- 1997: L.A. Confidential
- 1998: Mein treuer Freund Buck (Buck e il braccialetto magico)
- 1999: Flussfahrt ins Verderben (Dangerous Waters)
- 1999: New York Cops – NYPD Blue (NYPD Blue, Fernsehserie, Folge 6x18)
- 1999: Chicago Hope – Endstation Hoffnung (Chicago Hope, Fernsehserie, Folge 5x22)
- 1999: Zwillinge verliebt in Paris (Passport to Paris)
- 2000: Profiler (Fernsehserie, Folge 4x20)
- 2000: Rangers
- 2001: Beethoven 4 – Doppelt bellt besser (Beethoven’s 4th)
- 2001: Sabrina – Total Verhext! (Sabrina, the Teenage Witch, Fernsehserie, Folge 5x15)
- 2001: Six Feet Under – Gestorben wird immer (Six Feet Under, Fernsehserie, Folge 1x09)
- 2003: The West Wing – Im Zentrum der Macht (The West Wing, Fernsehserie, Folge 4x19)
- 2003: National Security
- 2003–2005: Carnivàle (Fernsehserie, vier Folgen)
- 2005: CSI: NY (Fernsehserie, Folge 1x20)
- 2005–2006: Huff – Reif für die Couch (Huff, Fernsehserie, drei Folgen)
- 2006: Abominable
- 2007: Studio 60 on the Sunset Strip (Fernsehserie, Folge 1x20)
- 2007: Big Love (Fernsehserie, Folge 2x10)
- 2008: Without a Trace – Spurlos verschwunden (Without a Trace, Fernsehserie, Folge 7x02)
- 2009: Saving Grace (Fernsehserie, Folge 3x03)
- 2011: The Closer (Fernsehserie, Folge 6x15)
- 2012: The Mentalist (Fernsehserie, Folge 4x20)
- 2012: Touch (Fernsehserie, Folge 1x06)
- 2015:  Silicon Valley (Fernsehserie, zwei Folgen)
- 2016: Navy CIS (Fernsehserie, Folge 13x20)
- 2018: Tom Clancy’s Jack Ryan (Fernsehserie)
- 2021: The Ice Road
- 2022: Hostile Territory – Durch feindliches Gebiet (Hostile Territory)